# بازينات
البازينات (الاسم العلمي: Accipitroidea) هي فوق فصيلة من الطيور يتبع رتبة الصقريات من طائفة الطيور.

## التصنيف
- البازية
  - البازيات الحقيقية
    - الصرارة